# Stadhuizen in Friesland
Stadhuizen in Friesland geeft een overzicht van de stadhuizen van de Friese elf steden.

## Voormalige stadhuizen
Door de gemeentelijke herindeling van 1984 zijn enkele stadhuizen niet meer in gebruik als stadhuis. De steden Hindeloopen, Stavoren en Workum maken sinds 1984 deel uit van de gemeente Nijefurd. Het stadhuis van Workum werd gemeentehuis. De twee andere stadhuizen kregen een andere bestemming. Stad en gemeente Sloten ging in 1984 op in de gemeente Gaasterland-Sloten, waarvan het gemeentehuis in Balk staat. Het stadhuis van Sloten is nu een museum. Het stadhuis van Dokkum werd gemeentehuis van Dongeradeel.

## Waagfunctie
In de stadhuizen van Bolsward en Hindeloopen was ook een waag gevestigd.

## Monument
Het stadhuis van Franeker staat in de Top 100 van de Rijksdienst voor de Monumentenzorg.

## Stadhuizen
| Stad        | Stadhuis                 | Jaar          | Afbeelding |
| ----------- | ------------------------ | ------------- | ---------- |
| Bolsward    | Stadhuis van Bolsward    | 1617          |            |
| Dokkum      | Stadhuis van Dokkum      | 1610          |            |
| Franeker    | Stadhuis van Franeker    | 1591          |            |
| Harlingen   | Stadhuis van Harlingen   | 1730          |            |
| Hindeloopen | Stadhuis van Hindeloopen | 1683          |            |
| IJlst       | Stadhuis van IJlst       | 1859          |            |
| Leeuwarden  | Stadhuis van Leeuwarden  | 1720          |            |
| Sloten      | Stadhuis van Sloten      | 1761          |            |
| Sneek       | Stadhuis van Sneek       | 1550          |            |
| Stavoren    | Stadhuis van Stavoren    | 1880          |            |
| Workum      | Stadhuis van Workum      | 15e eeuw 1727 |            |

aquaducten ·
gemalen ·
kerkgebouwen ·
klokkenstoelen ·
sluizen en stuwen ·
stadhuizen ·
stationsgebouwen ·
stinsen ·
vuurtorens ·
waaggebouwen ·
watertorens ·
windmolens ·
windmotoren